# جون تي سكوت
جون تي سكوت (بالإنجليزية: John T. Scott)‏ هو نحات ورسام أمريكي، ولد في 30 يونيو 1940، وتوفي في 1 سبتمبر 2007 في هيوستن في الولايات المتحدة.